# 埃莱
埃莱（法語：Esley，法語發音：[elɛ] ⓘ）是法国大東部大區孚日省的一个市镇，属于埃皮纳勒区。

## 地理
埃莱（48°10'10"N, 6°3'28"E）面积11 平方千米，位于法国大東部大區孚日省，该省份为法国东北部内陆省份，北起默兹省和默尔特-摩泽尔省，西接上马恩省，南至上索恩省和贝尔福地区省，东临上莱茵省和下莱茵省。
与埃莱接壤的市镇（或旧市镇、城区）包括：蒙蒂勒勒塞克、勒蒙库尔、瑟农日、瓦尔弗鲁瓦库尔、多马坦莱瓦卢瓦。
埃莱的时区为UTC+01:00、UTC+02:00（夏令时）。

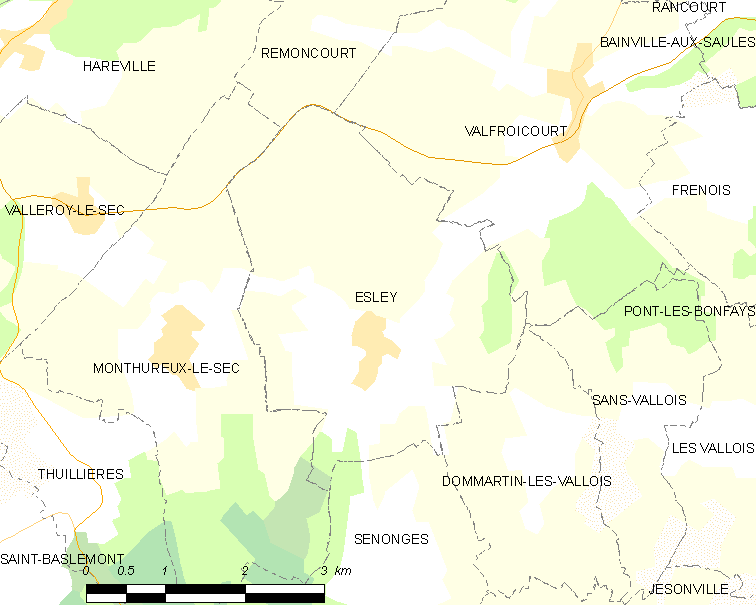
埃莱的OSM定位图

## 行政
埃莱的邮政编码为88260，INSEE市镇编码为88162。

## 政治
埃莱所属的省级选区为达尔内县。

## 人口

1962-2008年间埃莱人口变化图示

埃莱于2022年1月1日时的人口数量为170人。